# Geste de pincement pouce-index en Corée du Sud
Le geste consistant utiliser son pouce et son index en pince, que ce soit pour tenir un objet, pour simuler une distance ou pour un autre motif fait depuis le début des années 2020 l'objet de controverses en Corée du Sud, où il est dénoncé et désormais systématiquement interprété par des antiféministes comme un acte de misandrie. Son utilisation dans des publicités conduit à des réactions d'hostilité accompagnées de menaces de boycott des marques concernées. Cette hostilité s'inscrit dans un mouvement de guerre des sexes au sein des jeunes générations, déclenché par la misogynie prégnante dans la société, à laquelle ont fait suite des réactions féministes jugées menaçantes pour les droits des hommes.

## Premières affaires
En mai 2021, plusieurs polémiques voient le jour. L'une des premières affaires concerne une publicité du groupe GS25 présentant deux doigts s'apprêtant à saisir une saucisse au dessus d'un feu de camp. Une autre concerne une publicité montrant deux doigts en train de saisir des mini-pilons de poulet frit de la marque Kyochon Chiken. Dans les deux cas, le geste est assimilé par des militants des droits des hommes au logo d'un mouvement féministe disparu en 2017, Megalia, et il est considéré comme une moquerie à l'égard des petits pénis, et partant, comme une insulte faite aux hommes. Par la suite, d'autres campagnes de publicité et d'autres photos sont touchées : une actrice approchant de sa bouche un carré de chocolat, une main tenant une plaquette de chocolat entre les deux doigts, etc. Dans les tous les cas, les militants demandent le retrait de ces photos et films, et l'obtiennent assez souvent : sur 20 entreprises concernées en 2021, 12 ont présenté des excuses. L'actrice et productrice Jaejae (en) pour sa part fait l'objet d'une pétition demandant son bannissement de la chaîne de télévision où elle travaille, pétition qui récolte 82 000 signatures.

L'emoji OK, avec les doigts ne se touchant pas, peut être dénoncé comme insultant par certains masculinistes coréens.

En août 2021, trois ans après la sortie d'une version du jeu vidéo Lost Ark, des internautes assimilent le geste « OK » (où l'index rejoint presque le pouce) réalisé par l'un des personnages, au logo de l'association féministe, et demandent le retrait de cette image du jeu jugée sexiste. L'éditeur Smilegate accède à cette demande et promet de se montrer vigilant.

## Analyse
Le logo imaginé par l'association Megalia, et qui simule en effet la mesure d'un pénis de petite taille, avait été choisi en réaction aux blagues sexistes critiquant la petite taille des seins des Coréennes. Mais plusieurs observateurs font remarquer qu'il est classique dans la publicité de présenter ainsi des produits, afin de ne pas les masquer à la caméra.

## Affaire Renault
En 2024, des spectateurs d'un film promotionnel de Renault pour un nouveau modèle identifient la présence de ce geste dans une vidéo publiée sur la chaîne youtube de la marque. Ils identifient d'autres images de la marque où figure ce geste. Ils inondent la marque de commentaires, en protestant contre ce qu'ils interprètent comme un geste de haine à leur encontre produit de façon volontaire. Renault Korea réagit tout d'abord en s'excusant et en supprimant les vidéos incriminées. Pour certains experts coréens, la mesure n'aurait pas été suffisante, et des clients potentiels annulent leurs commandes. Quelques jours plus tard Renault annonce la mise à pied de l'employée et l'instauration d'une enquête, s'attirant cette fois les critiques de féministes.